# Кулик, Илья Александрович (Герой Советского Союза)
Илья́ Алекса́ндрович Кули́к (2 августа 1924 — 29 ноября 1942) — руководитель Херсонской подпольной молодёжной организации «Патриот Родины» во время Великой Отечественной войны. Герой Советского Союза (1965).

## Биография
Родился 2 августа 1924 года в Херсоне. Украинец.
21 июня 1941 года окончил 10 классов 27-й средней школы города Херсон.
После начала Великой Отечественной войны обратился в военкомат с заявлением о зачислении добровольцем в действующую армию, но в связи с 17-летним возрастом заявление было отклонено. По поручению председателя Херсонского городского совета А. К. Ладычука стал организатором комсомольской дружины противовоздушной обороны.
Осенью 1941 года организовал подпольную организацию.
Участвовал в операции по хищению имущества с немецкого продовольственного склада в районе железнодорожного вокзала (в результате которой подпольщики похитили несколько мешков с консервами, шоколадом и медикаментами, а также комплект офицерской униформы).
Участвовал в налёте на кассу паровозного депо, похищенные из кассы денежные средства были израсходованы на освобождение трёх пленных командиров РККА (за взятку военврач 2-го ранга С. К. Конотоп, лейтенант Коренин и старшина флота Лютый были внесены в списки умерших и вывезены на кладбище), их размещение в городе и обеспечение продовольствием и медикаментами.
В марте 1942 года вместе с двумя другими подпольщиками выполнил диверсию на линии телефонной связи между Херсоном и пригородным селом Антоновка, где немцы пытались навести мост через Днепр (на месте обрыва линии установили и замаскировали мину, на которой подорвались солдаты, отправленные восстановить связь - взрывом мины один был убит, ещё несколько получили ранения).
В апреле 1942 года в составе группы подпольщиков совершил диверсию на маслозаводе - разоружив и связав охранника, участники операции взломали двери склада, где хранилось подготовленное к отправке в Германию масло и с нескольких сторон подожгли его. Пожар стал причиной объявленной в городе тревоги и на обратном пути Кулик и Е. Пасечник были арестованы патрулём. С помощью полицая (подпольщика) , который передал в камеру напильник, они сумели бежать, но после этого были вынуждены перейти на нелегальное положение.
В начале ноября 1942 года, переодевшись в немецкую форму, Кулик остановил легковую машину с немецкими офицерами и застрелил из пистолета пассажиров (майора и обер-лейтенанта немецкой армии), однако водитель успел сбежать и поднял тревогу. На следующий день личность нападавшего была установлена и Кулик был вынужден скрываться, часто меняя места проживания. 6 ноября 1942-го года,  в канун празднования Октябрьской революции, в Херсоне было расклеено более 200 листовок, которые воодушевили жителей города бороться с оккупационным фашистским режимом. Также вместе с подпольщиками Илья вышел на связь с военнопленными в лагерях, расположенных в близи города, и организовал побег более 100 пленных советских солдат, на железнодорожном пути Галагановка - Снигиревка пускает под откос немецкий военный эшелон.
29 ноября 1942 был окружён в Щемилевском переулке и погиб в перестрелке с группой захвата.
Указом Президиума Верховного Совета СССР от 8 мая 1965 года за особые заслуги, мужество и героизм, проявленные в борьбе против немецко-фашистских захватчиков в период Великой Отечественной войны, Илье Александровичу Кулику посмертно присвоено звание Героя Советского Союза.
В честь Ильи Кулика названа одна из центральных улиц города Херсона.